# Xcode
Xcode – zintegrowane środowisko programistyczne (IDE) firmy Apple Inc., służące do tworzenia aplikacji i innego oprogramowania na system macOS (dawniej znany jako OS X i Mac OS X). Pozwala programować we wszystkich głównych warstwach programistycznych OS X takich jak Carbon, Cocoa i Java. Umożliwia edytowanie projektu, wyszukiwanie i nawigację, edycję plików, budowanie projektu i debugowanie wszystkich typów projektów programistycznych OS X, włączając w to aplikacje, narzędzia, schematy, biblioteki, pakiety pluginowe, rozszerzenia jądra i sterowniki urządzeń.
Dostępny jest darmowo razem z systemem OS X. Obecny jest w systemie od wersji 10.3 i zastąpił on stosowany w poprzednich wersjach systemu ProjectBuilder odziedziczony z systemu NeXTStep. XCode może kompilować kody źródłowe języków: C, C++, Objective C++, Java i Objective C, w różnych modelach programowania, takich jak Cocoa, Carbon i Java. Dostępne są otwartoźródłowe rozszerzenia GNU Pascal, Free Pascal i Ada. Wbudowana w nim jest także możliwość dystrybucji procesu budowania kodu poprzez sieć lokalną na sąsiednie komputery. W wersji 2.1 umożliwia budowanie aplikacji OS X działających na procesorach o architekturze tak PowerPC jak i Intel x86. Zawiera w sobie m.in. kompilator GCC.
Towarzyszy mu Interface Builder, który jest graficznym edytorem do projektowania komponentów interfejsu użytkownika (zarówno dla aplikacji Carbon jak i Cocoa). Interface Builder umożliwia łatwiejsze tworzenie interfejsu użytkownika dla aplikacji przez możliwość używania go do zarządzania każdym aspektem tworzenia interfejsu użytkownika, odpowiadającego wyznacznikom Aqua.